# قرع العسل
قرع العسل هو صنف من أصناف نبات القرعيات وأحد أنواع القرع الشتوي المهجن، عندما ينضج يتحول من الأخضر إلى البرتقالي ويصبح أكثر حلاوة، يتميز بإنتاجية أعلى من الأصناف التقليدية.

## الوصف
- ينمو القرع على كرمة ذاتية الخصوبة، ويستغرق حوالي 105 إلى 110 أيام من البذرة حتى النضج.
- يزرع في شهر مايو ويتم حصاده من أواخر سبتمبر وحتى أوائل أكتوبر.
- يتم تخزينه جيدًا لمدة شهر تقريبًا في مكان بارد وجاف، ويجب تناوله بمجرد أن تبدأ الثمرة في التجعد، لأن هذا يشير إلى جفافها. نظرًا لقشرتها الرقيقة.[2]

## التاريخ

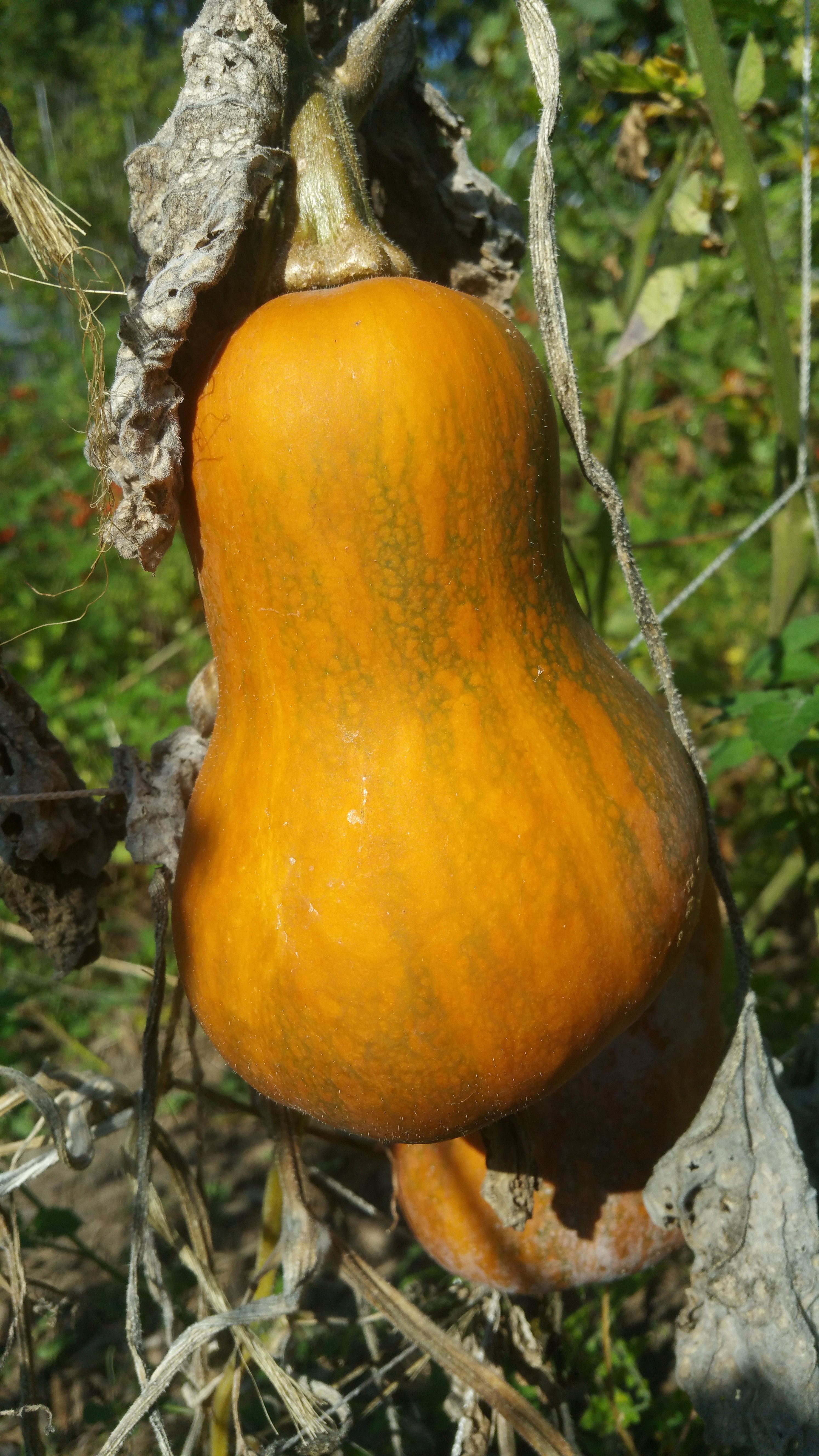
نبات قرع العسل

تم تطوير النبات في الثمانينيات على يد ريتشارد دبليو روبنسون، الأستاذ في جامعة كورنيل، على الرغم من أنه لم يكن متاحًا للجمهور حوالي عام 2006.
بدأ مايكل مازوريك، أستاذ كورنيل ومربي النباتات، في تطوير صنف دخل في نهاية المطاف الأسواق الوطنية للولايات المتحدة الأمريكية في عام 2015.

## الصفات
إحدى الميزات الفريدة التي يتم تربيتها في القرع هي تغير لونه أثناء نضجه على عكس معظم أنواع القرع،
يحتوي على لب خيطي وبذور مسطحة ذات لون كريمي. النكهة أكثر وضوحًا وحلاوة من قرع الجوز.

## تَغذِيَة
يعتبر قرع العسل مصدرًا ممتازًا لفيتامين أ ، يحتوي على ما يقرب من ضعفي إلى ثلاثة أضعاف كمية البيتا كاروتين الموجودة في قرع الجوز.
يعد القرع أيضًا مصدرًا جيدًا لفيتامينات ب، ويحتوي أيضًا على الكالسيوم والنحاس والحديد والفوسفور والبوتاسيوم والزنك.

## الاستخدام
يعتبر القرع مثاليًا للتحميص والحشو ويحتوي على ما يكفي من السكر لاستخدامه في الحلويات.

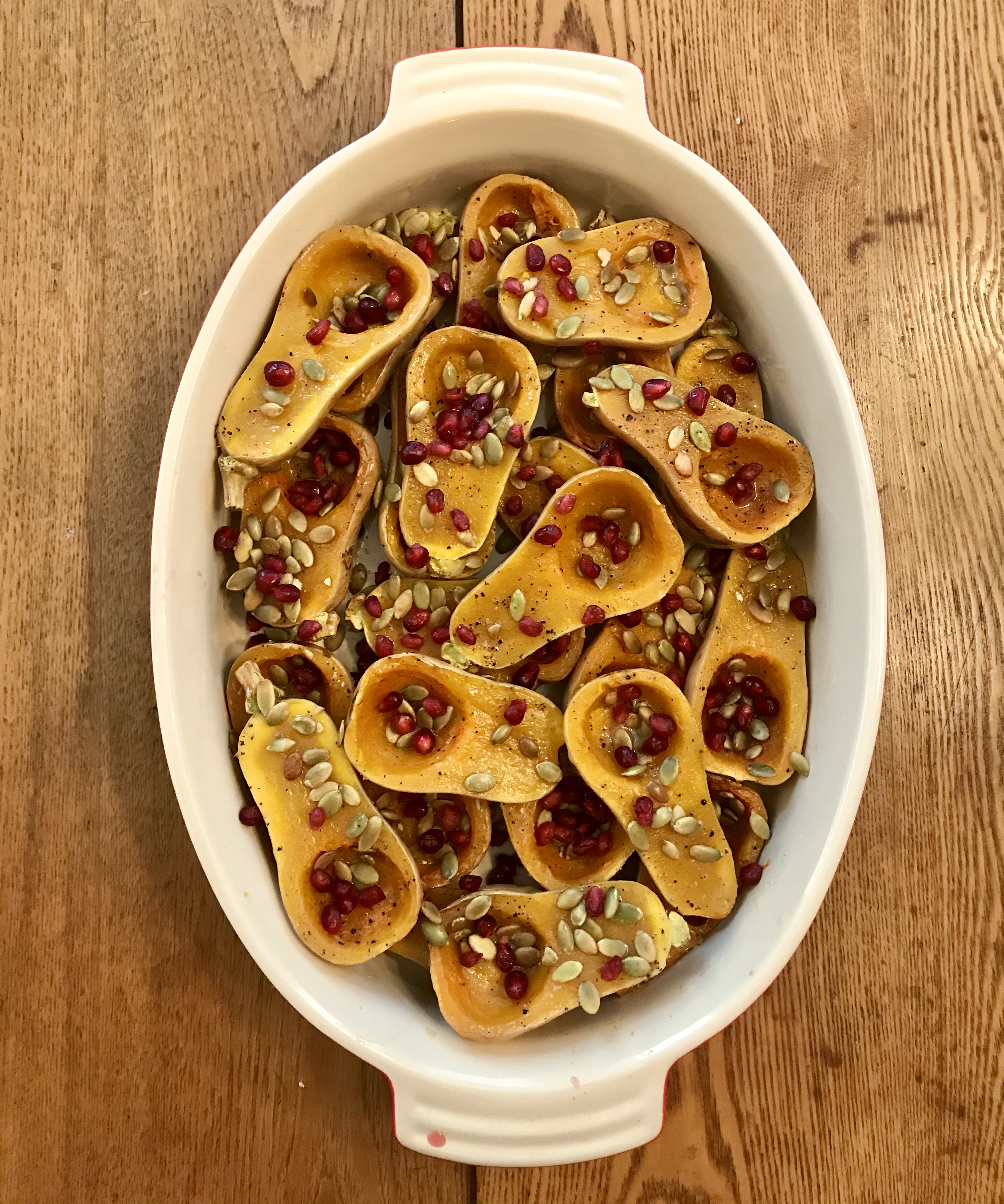
قرع عسلي محشو

يعتبر القرع مناسبًا أيضًا للخبز أو السلق أو القلي أو الهرس، أو إضافته إلى الحساء، كما أن القرع مناسب لمعظم الوصفات التي تتطلب الجوز أو القرع الشتوي. عند تحميصه على نار عالية، تتكرمل السكريات الطبيعية الموجودة في القرع، مما يمنح القرع نكهة الكراميل. قشر القرع رقيق بما يكفي ليكون صالحًا للأكل،
يمتزج القرع جيدًا مع اللفت، والتفاح الأخضر، والصنوبر، والثوم، والبصل، والثوم المعمر، والزعتر، والمريمية، وجوزة الطيب، والقرفة، والفاصوليا السوداء، وجبنة البارميزان، والفطر، والذرة، وشراب القيقب، والعسل.